# استلا د لوز
استلا د لوز (به اسپانیایی: Estela de Luz) (ستون نور) بنایی یادبود در مکزیکوسیتی است که در سال ۲۰۱۱ برای بزرگداشت صدساله استقلال از حکومت اسپانیا مکزیک ساخته شد. در طرح این ساختمان از کواترز و روشنایی الکتریکی استفاده شده تا جذابیت آن در روز و شب بیشتر شود. اگرچه یک ساختمان بلند است، اما برای اینکه به بلندترین ساختمان مشهور شود ساخته نشد و در واقع در کنار شهرداری ای ساخته شد که یکی از بلندترین ساختمان‌ها در آمریکای لاتین است. مهمترین استفاده این بنا برای رویدادهای فرهنگی است. عوامانه به این بنا suavicrema (نام تجاری یک کارخانه بستنی سازی) هم می‌گویند.

## انتقاد از بنا
از آن جهت که ساخت این بنا زیاد طول کشید و نتوانست میزبان مراسم‌ اصلی باشد و همچنین با سه برابر هزینه تخمین زده ساخته شد، مورد انتقاد قرار گرفت. مقامات خاطر نشان کردند که این ساختمان مانند ساختمان شهرداری، نیاز به مقاوم‌سازی در برابر زمین لرزه دارد. این مقاوم‌سازی، با درگیری بین معمار و شرکت ساختمانی همراه شد و این یکی از مهمترین دلایل برای زمان و هزینه اضافی بود. دو ماه پس از افتتاحیه آن در ژانویه ۲۰۱۲، زمین لرزه ای با نام گوئرا_ازاکا با قدرت ۷٫۴ ریشتر مکزیکوسیتی را لرزاند و به بنا آسیبی نرسید.